# Фердинанд Бонавентура I, граф Гаррах
Фердинанд Бонавентура I, граф Гаррах (нем. Ferdinand Bonaventura von Harrach; 14 июля 1637, Прага, Богемия — 15 июня 1706, Карлсбад) — австрийский государственный деятель и дипломат, тайный советник.

## Биография
Представитель австрийского дворянского рода чешского происхождения Харрахов из Богемии. Единственный сын Отто Фридриха фон Харрах-Рорау. Внук Карла фон Гарраха.
Видный австрийский дипломат во время правления императора Леопольда I. В 1697—1698 годах был имперским послом в Испании.
По его инициативе был построен дворец Гаррахов в Вене. В 1661 году был награждён орденом Золотого руна. Его сыном был австрийский фельдмаршал Иоганн Филипп Гаррах цу Рорау (1678—1774). 